# Château de Gudanes

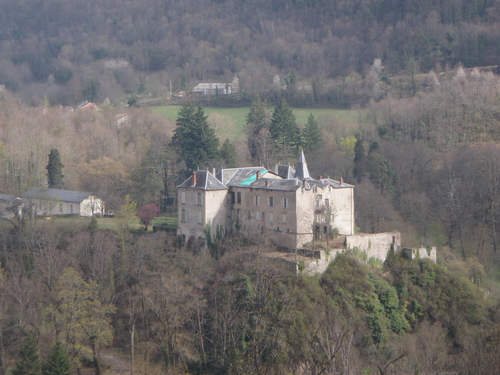
O castelo visto em 2009

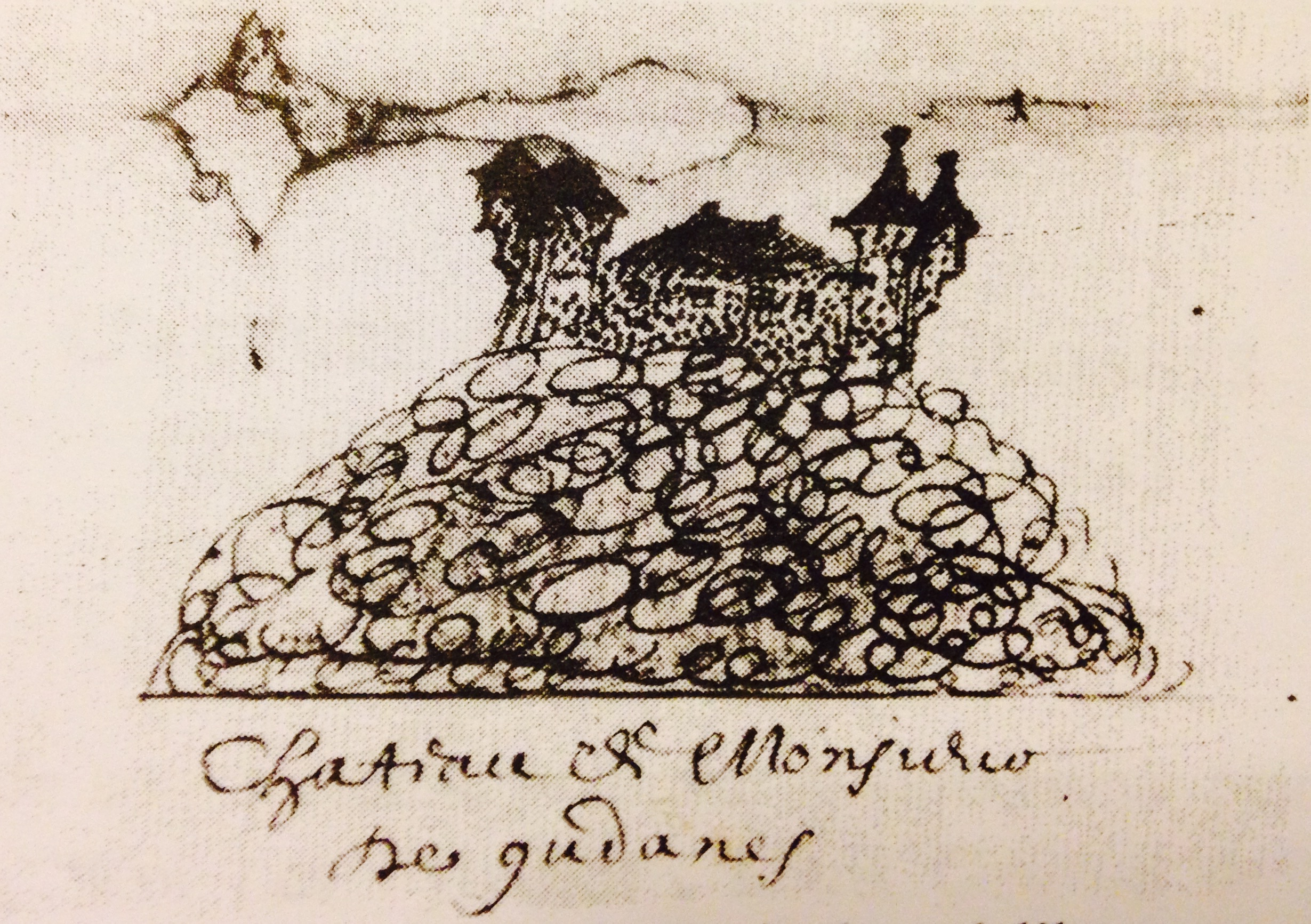
Um esboço do antigo Castelo de Gudanes como se parecia em 1669

O Castelo de Gudanes é um castelo neoclássico do século XVIII na comuna de Château-Verdun, no departamento de Ariège, no sul da França. Foi construído no local de um antigo castelo destruído em 1580. O château foi designado monumento histórico no ano de 1994, mas caiu em ruínas no final do século XX. Foi comprado em 2013 e actualmente está a ser restaurado.